# Дуйшебаев, Даниель
Даниель Дуйшебаев Довичебаева (исп. Daniel Dujshebaev Dovichebaeva; род. 4 июля 1997, Сантандер) — испанский гандболист, выступает за польский клуб «Виве Кельце». Двукратный чемпион Европы (2018 и 2020), бронзовый призёр чемпионата мира 2021 года. Младший брат Алекса Дуйшебаева. Сын известного гандболиста и тренера Таланта Дуйшебаева.

## Карьера
Даниель Дуйшебаев заключил первый контракт с испанским клубом «Барселона», в котором провёл один год. В 2016 году заключил контракт с клубом «Атлетико» Вальядолид.

## Награды
Командные
- Чемпион Европы: 2018
- Победитель чемпионата Испании: 2016

## Статистика
Статистика Даниеля Дуйшебаева в сезоне 2018/19 указана на 31.5.2019
| Сезон        | Клуб               | Лига       | Матчи | Голы | 7-метр | Голы |
| ------------ | ------------------ | ---------- | ----- | ---- | ------ | ---- |
| 2017/18      | Виве Кольце Таурон | Экстралига |       |      |        |      |
| 2018/19      | Виве Кольце Таурон | Экстралига | 12    | 39   |        |      |
| 2018—по н.в. | Итого              | Экстралига |       |      |        |      |